# Bosanskohercegovačko-slovenski odnosi
Odnosi Bosne i Hercegovine i Svete Stolice bilateralni su između Bosne i Hercegovine i Slovenije.
U Sarajevu je od 1934. do 1940. djelovalo slovensko društvo „Cankar“ koje nosilo ime po književniku Ivanu Cankaru. Društvo je obnovljeno 1945., ali su zabranom komunističke vlasti 1950. godine prestala djelovati sva kulturna društva s nacionalnim predznakom. Od 1993. u Sarajevu djeluje Kulturno društvo Slovenaca koje izdaje časopis Zora Cankarjeva. Godine 1997. osnovan je Savez Slovenaca Republike Srpske te udruga „Triglav“.
Prema popisu stanovništva u BiH živjelo je 1991. godine 2190 Slovenaca, a prema popisu iz 2013. 937.

### Članci
- Zovkić, Mato. 2020. Karlo Cankar, Slovenac svećenik u Bosni (1877.-1953.). Vrhbosnensia. Univerzitet u Sarajevu – Katolički bogoslovni fakultet. Sarajevo. 24 (1): 59–101